# Bawolec krowi

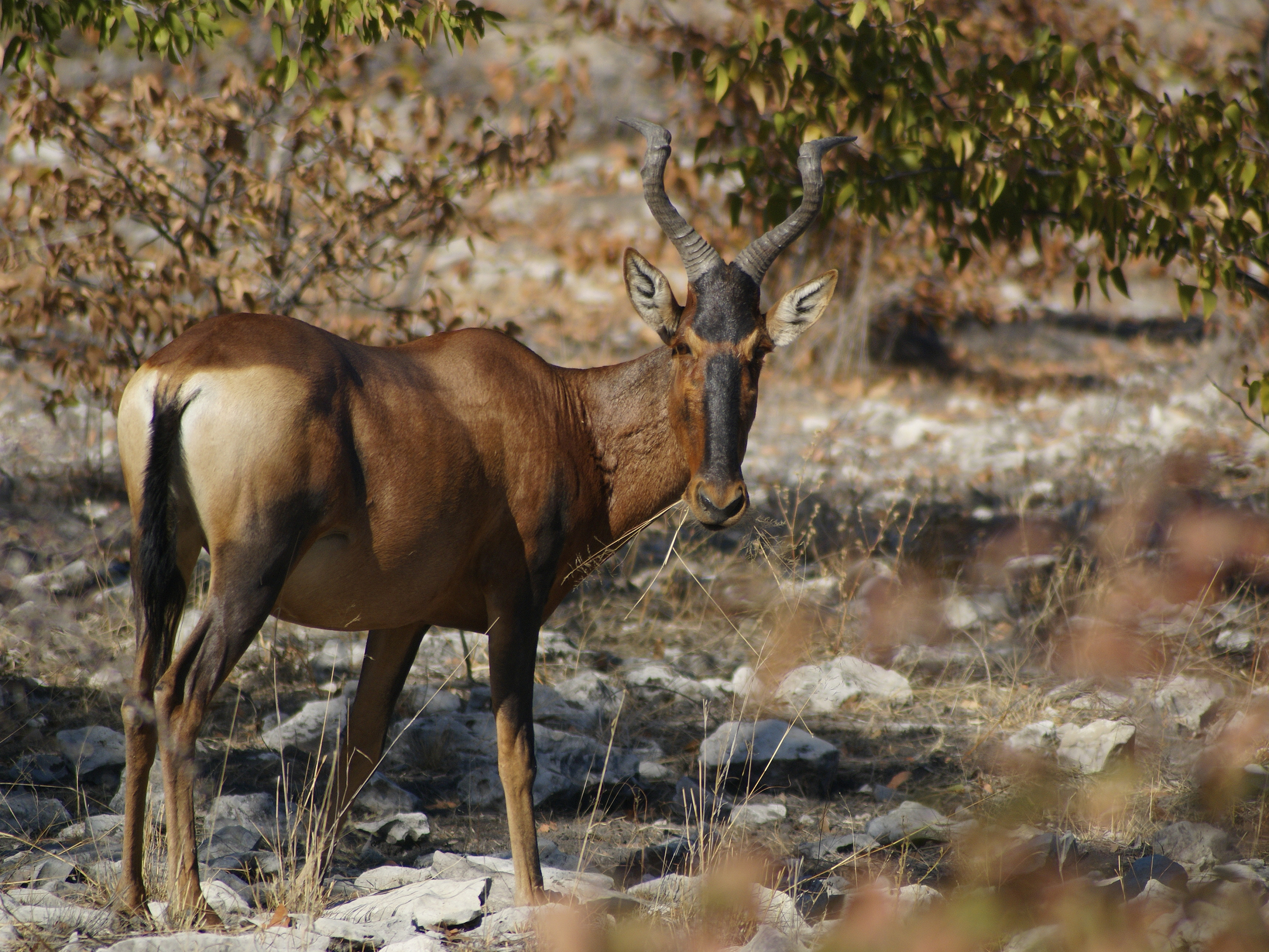
Bawolce w Parku Narodowym Etosha

Bawolec krowi, bawolec, antylopa krowia (Alcelaphus buselaphus) – gatunek dużego ssaka z rodziny wołowatych.

## Nazwa zwyczajowa
We wcześniejszej polskiej literaturze zoologicznej dla określenia gatunku używana była nazwa zwyczajowa bawolec, antylopa krowia. Ostatecznie w wydanej w 2015 roku przez Muzeum i Instytut Zoologii Polskiej Akademii Nauk publikacji „Polskie nazewnictwo ssaków świata” nazwę bawolec przypisano rodzajowi Alcelaphusa gatunkowi nadano oznaczenie bawolec krowi.

## Występowanie
Pierwotnie Afryka Środkowa i Południowa. Zasięg występowania bawolca został drastycznie ograniczony na skutek polowań, niszczenia siedlisk i wypierania przez rolnictwo (hodowla zwierząt). Obecnie spotykany jest wyłącznie w Botswanie, Namibii, Etiopii, Ugandzie, Tanzanii i Kenii. Zasiedla suche sawanny, otwarte równiny i zalesione łąki, często przenosząc się do bardziej suchych miejsc po opadach deszczu. Są lepiej przystosowane do obszarów zalesionych niż inne gatunki Alcelaphini i często można je spotkać na obrzeżach lasów. Odnotowano je na wysokości do 4000 m na górze Kenia. Znane są przypadki wędrówek po dużych obszarach, samice przemierzają terytoria o wielkości ponad 1000 km², a samce 200 km². Samice w Parku Narodowym Nairobi (Kenia) mają indywidualne rewiry obejmujące od 3,7 do 5,5 km², które nie są ściśle związane z żadną grupą samic. Przeciętne rewiry samic są na tyle duże, że obejmują od 20 do 30 terytoriów samców. 

## Charakterystyka
Bawolec krowi należy do największych przedstawicieli podrodziny Alcelaphinae. Osiąga długość ciała od 150–245 cm i masę 75-200 kg. Długość ogona wynosi 30–70 cm, a wysokość w kłębie od 1,1–1,5 m. Samice są nieznacznie mniejsze od samców. Skóra bawolców pokryta jest długimi do 25 mm włosami, a ich głowa wąska i wydłużona. Ubarwienie, w zależności od podgatunku, od jasno- do szaro-brązowego. Przedstawiciele obojga płci posiadają lirowato, lub łukowato wygięte rogi o długości od 45–70 cm. Dojrzałość płciową osiągają ok. 1 roku życia. Po ciąży trwającej 214–242 dni samica rodzi jedno młode. Bawolce krowie żyją od 11 do 20 lat.
Są zwierzętami społecznymi. Tworzą zorganizowane stada, które mogą się składać z 300 osobników.
Rogi tych zwierząt różnią się nieznacznie w zależności od podgatunku, jednak wszystkie są ciężkie i charakterystycznie wykrzywione. Służą głównie do walk o terytorium oraz do obrony przed drapieżnikami. Powstają bardzo wcześnie i występują u obu płci. Zwierzęta te mają bardzo umięśnione odnóża. W przypadku ucieczki potrafią rozpędzić się do 80 km/h.

## Ekologia
Bawolce krowie są zwierzętami tworzącymi duże stada osiągające nawet do 300 osobników. Samica w ciągu jednej ciąży wydaje na świat jedno młode. Okres godowy jest zależny od miejsca występowania danego osobnika. Ciąża trwa od 214 do 242 dni. Młode niezależnie od płci zostaje z matką do 3 lat od urodzenia lecz najczęściej odłącza się od niej znacznie wcześniej. Młode samce dołączają do dorosłych samców by pilnować terytorium. Samice natomiast towarzyszą matce najczęściej do momentu, aż same będą w stanie wydać potomstwo. Samce Alcelaphus buselaphus bywają bardzo agresywne, zwłaszcza kiedy dochodzi do wejścia innego samca na ich terytorium. Odbywają się wtedy walki na rogi. Podobne zachowanie dostrzeżono u samic, dotyczyło jednak ono obrony własnego potomstwa.
Bawolce krowie są zwierzętami roślinożernymi. Ich głównym pożywieniem są trawy, przy czym są one różne w zależności od pory roku. W ciągu pory deszczowej głównym składnikiem ich pożywienia są trawy Andropogon, w mniejszym stopniu trawy Hyparrhenia i rośliny strączkowe. W czasie pory suchej, kiedy pożywienia jest mniej, są zdolne do jedzenia roślinności suchej i starzejącej się.

## Taksonomia
Nazwa naukowa bawolca krowiego to Alcelaphus buselaphus. Po raz pierwszy opisana przez niemieckiego zoologa Petera Simona Pallasa w 1766, przynależy do rodzaju Alcelaphus i umieszczona w rodzinie Bovidae (Wołowate).

### Podgatunki
Wyróżniono kilka podgatunków, m.in.: kongoni i tora. Niektóre czasem klasyfikowane są jako odrębne gatunki (kama i konzi).
| Podgatunek                                        | Kategoria zagrożenia |
| ------------------------------------------------- | -------------------- |
| Alcelaphus buselaphus major                       | LC                   |
| Alcelaphus buselaphus tora – tora                 | CR                   |
| Alcelaphus buselaphus lelwel                      | EN                   |
| Alcelaphus buselaphus buselaphus                  | EX                   |
| Alcelaphus buselaphus swaynei                     | EN                   |
| Alcelaphus buselaphus cokii (lub cokei) – kongoni | LC                   |

## Ewolucja
Rodzaj Alcelaphus pojawił się około 4,4 mln lat temu w kladzie, do którego należały również Damalops, Numidocapra, Rabaticeras, Megalotragus, Oreonagor i Connochaetes. Analiza wykorzystująca wzorce filogeograficzne w populacjach bawolców sugeruje możliwe pochodzenie Alcelaphus z Afryki Wschodniej. Alcelaphus szybko rozprzestrzenił się po afrykańskich sawannach, zastępując kilka wcześniejszych form (np. krewniaków hiroli). Flagstad i współpracownicy wykazali, że około 0,5 mln lat temu doszło do wczesnego rozszczepienia populacji bawolców na dwie odrębne linie - jedną na północ, a drugą na południe od równika. Linia północna podzieliła się na linię wschodnią i zachodnią prawie 0,4 miliona lat temu, najprawdopodobniej w wyniku poszerzania się pasa lasów deszczowych w Afryce Środkowej i późniejszego kurczenia się siedlisk sawannowych w okresie globalnego ocieplenia. Linia wschodnia dała początek Alcelaphus buselaphus cokii,  A. b. swaynei,  A. b. tora i  A. b. lelwel, a z linii zachodniej wyewoluowały A. b. buselaphus i A. b. major. Linia południowa dała początek A. b. lichtensteinii i A. b. caama. Te dwa taksony są filogenetycznie blisko związane, ponieważ rozdzieliły się zaledwie 0,2 miliona lat temu. W wyniku badań stwierdzono, że te główne wydarzenia w ewolucji tego gatunku są silnie związane z czynnikami klimatycznymi oraz że miały miejsce kolejne fale przemian z bardziej stałej populacji - ostoi - we wschodniej Afryce; może to mieć kluczowe znaczenie dla zrozumienia historii ewolucji nie tylko tego gatunku, ale także innych ssaków afrykańskiej sawanny.
Najwcześniejsze zapisy kopalne pochodzą sprzed prawie 0,7 miliona lat. Skamieniałości A. b. caama znaleziono w Elandsfontein, Cornelia (Free State) i Florisbad w RPA, a także w Kabwe w Zambii. W Izraelu szczątki bawolca znaleziono w północnej części Negewu, Shfela, na Równinie Szaron i w Lakisz. Ta populacja bawolca była pierwotnie ograniczona do otwartych terenów najbardziej wysuniętych na południe regionów południowego Lewantu. Prawdopodobnie polowano na nią w Egipcie, co wpłynęło na jej liczebność w Lewantcie i odłączyło ją od głównej populacji w Afryce.

## Zagrożenia i ochrona
W 1996 Alcelaphus buselaphus został wpisany do Czerwonej Księgi IUCN w kategorii LC (najmniejszej troski). Bawolce krowie wymarły w Algierii, Egipcie, Lesotho, Libii, Maroku, Somalii i Tunezji.

## Relacje z ludźmi
Bawolce są popularną zwierzyną łowną i stanowią źródło trofeów, ponieważ są dobrze widoczne, a zatem łatwo na nie polować. Dowody piktograficzne i epigraficzne pochodzące z Egiptu sugerują, że w górnym paleolicie Egipcjanie polowali na bawolce i udomowili je. Bawolec był ważnym źródłem mięsa, ale jego znaczenie gospodarcze było mniejsze niż gazeli i innych gatunków pustynnych. Jednak od początku neolitu polowania stały się mniej powszechne, w związku z czym pozostałości bawolca z tego okresu w starożytnym Egipcie (gdzie obecnie wyginął) są rzadkie.
W badaniach nad wpływem środowiska i płci na cechy fizyczne zwierzęcia, średnia masa tuszy samców wynosiła 79,3 kg, a samic 56 kg. Mięso zwierząt z regionu Qua-Qua miało najwyższą zawartość lipidów - 1,3 g na 100 g mięsa. Stwierdzono nieistotne różnice w stężeniu poszczególnych kwasów tłuszczowych, aminokwasów i składników mineralnych. W badaniu uznano mięso bawolców za zdrowe, ponieważ stosunek wielonienasyconych do nasyconych kwasów tłuszczowych wynosił 0,78, czyli nieco więcej niż zalecane 0,7.